# Orme (album)
Orme  è un CD del complesso musicale italiano Le Orme registrato nel 1990. 

## Descrizione
Segnò il ritorno all'album dopo una pausa di otto anni e diversi periodi di crisi. Significative le partecipazioni a questo lavoro, seppure di successo modesto:
- L'organico si avvalse della partecipazione di Angelo Branduardi che suonava il violino in 25 maggio 1931.
- La programmazione delle tastiere venne affidata a Michele Bon, che anni più tardi entrerà a far parte del gruppo.
- Il celeberrimo Giulio Rapetti, detto Mogol, prestò opera di supervisione.

La partecipazione di Pagliuca rimase piuttosto in sordina. Come accadeva nell'album precedente, anche per questa produzione ci si limitò ad eseguire alcune canzoni più che dei veri e propri pezzi.

## Tracce
1. L'universo - 3:59 (Tagliapietra)
2. Terra antica - 4:01 (Tagliapietra)
3. Dublino addio - 4:33 (Tagliapietra-Cheope)
4. Diventare - 4:57 (Tagliapietra)
5. 25 maggio 1931 - 3:53 (Pagliuca)
6. Se tu sorridi brucia il mondo - 3:14 (Tagliapietra-Cheope)
7. Chi sono io - 3:26 (Tagliapietra)
8. Ritrovare te - 3:32 (Tagliapietra)
9. L'indifferenza - 3:47 (Lavezzi-Tagliapietra)

## Formazione
Gruppo
- Aldo Tagliapietra – voce, basso
- Tony Pagliuca – tastiere
- Michi Dei Rossi – batteria, percussioni

Altri musicisti
- Angelo Branduardi - violino in 25 maggio 1931
- Mario Lavezzi - chitarra, cori
- Piero Cazzago - chitarra
- Alfredo Golino - batteria, percussioni
- Michele Bon - programmazione tastiera
- Charlie Cinelli - cori